# Trionfo di Federico Enrico d'Orange
Il Trionfo di Federico Enrico d'Orange è il soggetto di un dipinto di Jacob Jordaens.
Il quadro è datato e firmato con la sigla J JOR fec / 1652 che si legge su un sasso posto in basso a sinistra.

## Storia

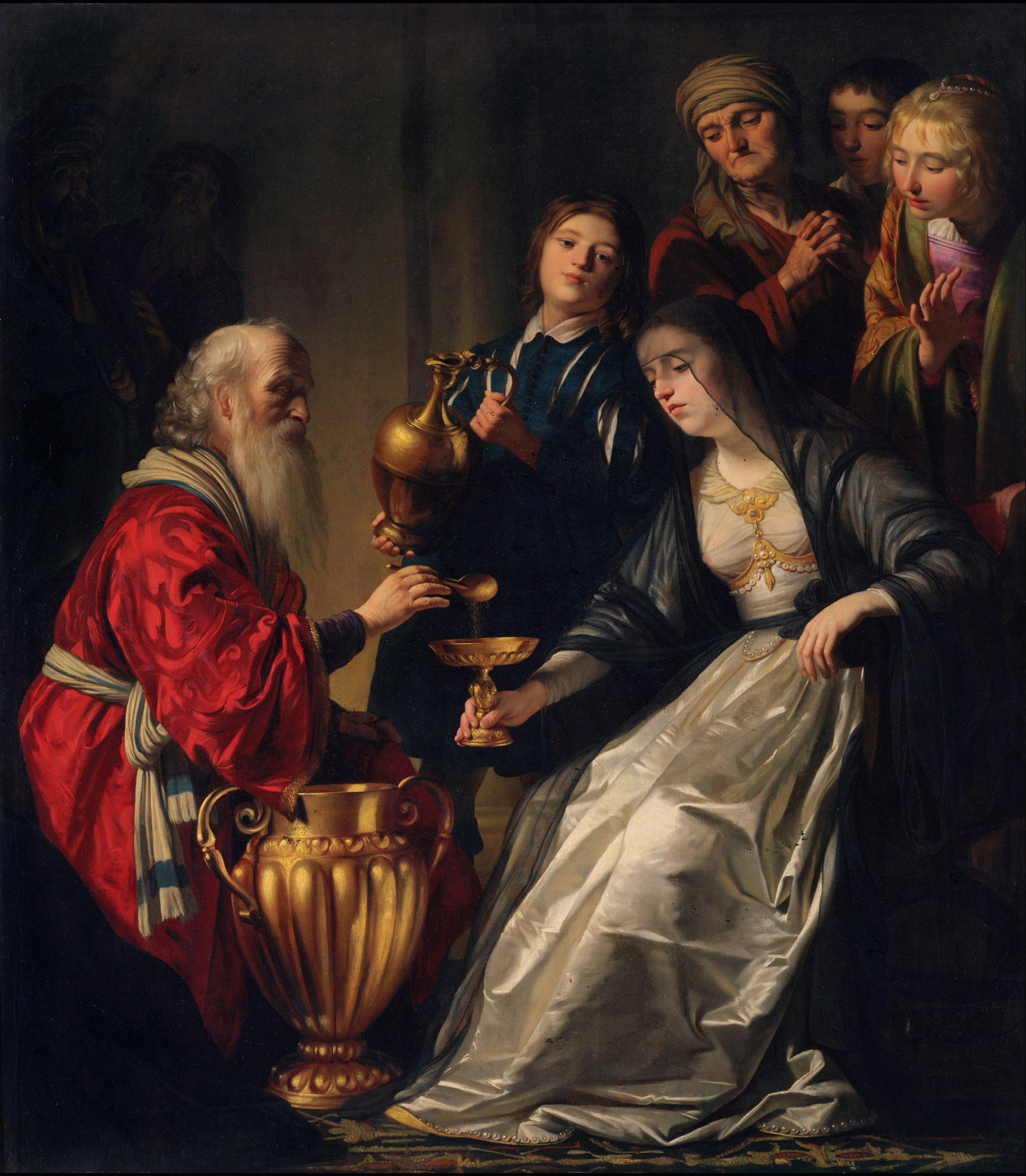
Gerard van Honthorst, Artemisia ingerisce le ceneri di Mausolo, 1635 circa, Princeton University Art Museum. È il dipinto collocato dalla vedova di Federico Enrico nella Huis ten Bosch

La Huis ten Bosch, attualmente una delle residenze della monarchia nederlandese, fu costruita su un terreno nei pressi dell'Aia donato, nel 1645, dalle autorità repubblicane delle Province Unite allo Statolder Federico Enrico d'Orange.
Nel corso dei lavori di costruzione, nel 1647, l'Orange moriva e la sua devota vedova Amalia di Solms decise che al progetto venissero portati dei sostanziali cambiamenti, destinando il palazzo a vero e proprio mausoleo celebrativo della memoria del defunto condottiero. 
Tale finalità è resa esplicita da un dipinto di Gerard van Honthorst che Amalia fece collocare nella residenza: il quadro raffigura, infatti, Artemisia, cioè la antica regina moglie di Mausolo che, per amore del marito defunto, fece realizzare un sontuoso edificio funerario, il Mausoleo di Alicarnasso, una delle sette meraviglie del mondo antico.
La dedicazione della Huis ten Bosch alla memoria di Federico Enrico riguardò in primo luogo l'ambiente principale della residenza, la Oranjezaal (Sala degli Orange), nella quale si decise di collocare un vasto ciclo pittorico volto a celebrare, in chiave eroizzante, le gesta e le virtù dello scomparso Statolder.
Modelli ispiratori dell'impresa decorativa furono i celebri cicli allegorici ed encomiastici realizzati da Rubens a Parigi per Maria de' Medici e a Londra, nella Banqueting House, con le storie di Giacomo I Stuart.
Per la realizzazione di questo vasto e complesso programma figurativo furono reclutati molti pittori sia dei Paesi Bassi del Nord che del Sud. La parte più importante della commissione, il culmine dell'intero ciclo pittorico - per l’appunto il Trionfo di Federico Enrico - toccò a Jacob Jordaens che in quel momento, dopo la morte sia di Rubens (1640) che di Antoon van Dyck (1641), era il leader indiscusso della più importante scuola pittorica dei Paesi Bassi meridionali, cioè quella di Anversa. 
A sovraintendere all'esecuzione dei lavori per la Oranjezaal per conto della vedova dell'Orange furono l'architetto Jacob van Campen e l'uomo di lettere, già segretario di Federico Enrico, Constantijn Huygens. Ci restano alcune lettere inviate da Jordaens allo Huygens da cui si deduce che Van Campen mise a disposizione del pittore un modello grafico per la scena trionfale e che questi abbia proposto una serie di modifiche a tale spunto iniziale. Di questo dialogo tra committenza ed artista sono tangibile testimonianza anche tre bozzetti della composizione realizzati da Jodaens e verosimilmente sottoposti all'approvazione di Amalia di Solms e del Van Campen. 
Nessuno dei tre bozzetti in questione è pienamente coincidente con la tela della Oranjezaal, probabile segno del fatto che non tutte le proposte di Jordaens ottennero l'approvazione dei suoi committenti.

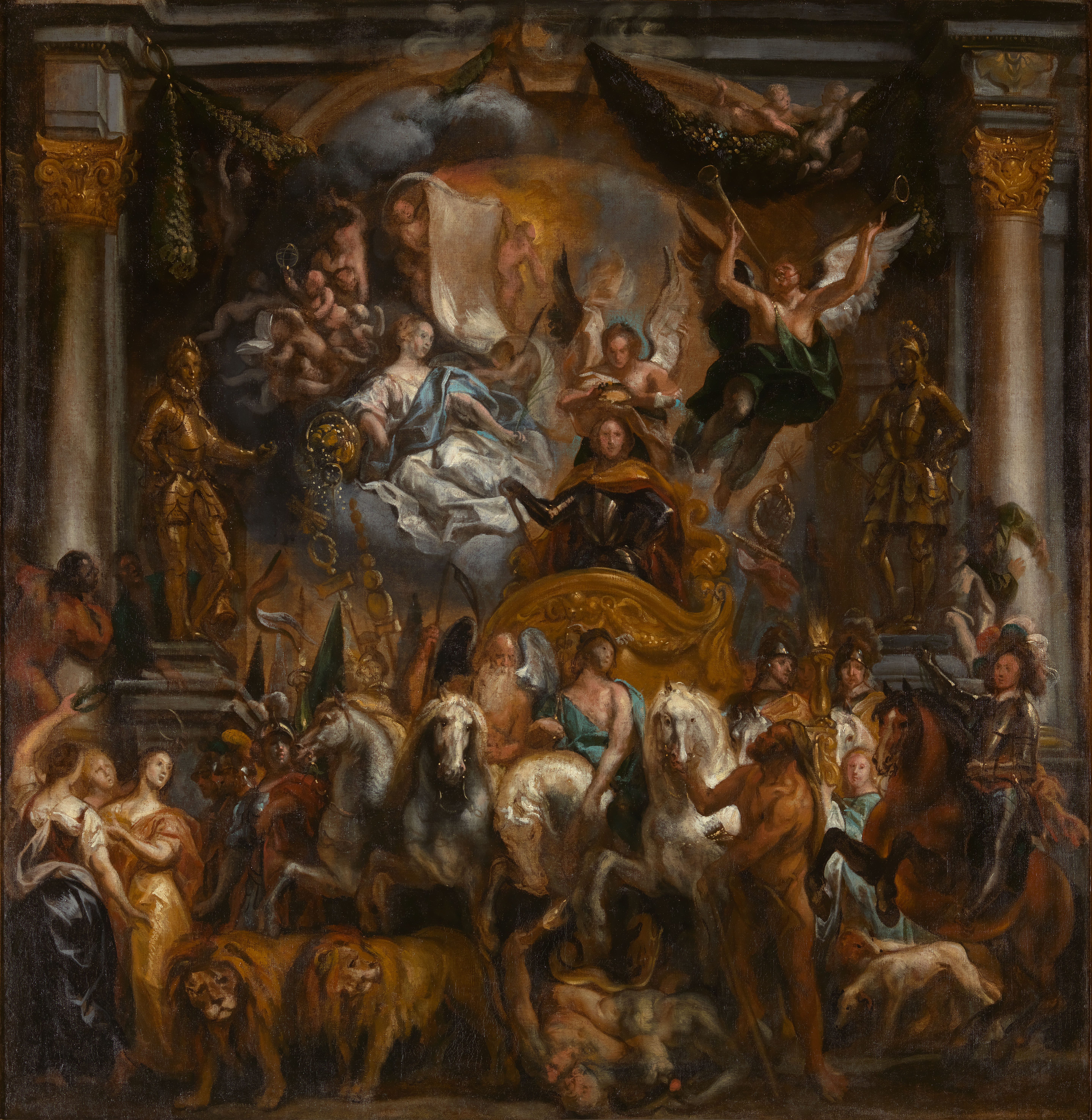
Jacob Jordaens, Bozzetto per il Trionfo di Federico Enrico d'Orange, 1651 circa, Bruxelles, Koninklijke Musea voor Schone Kunsten van België
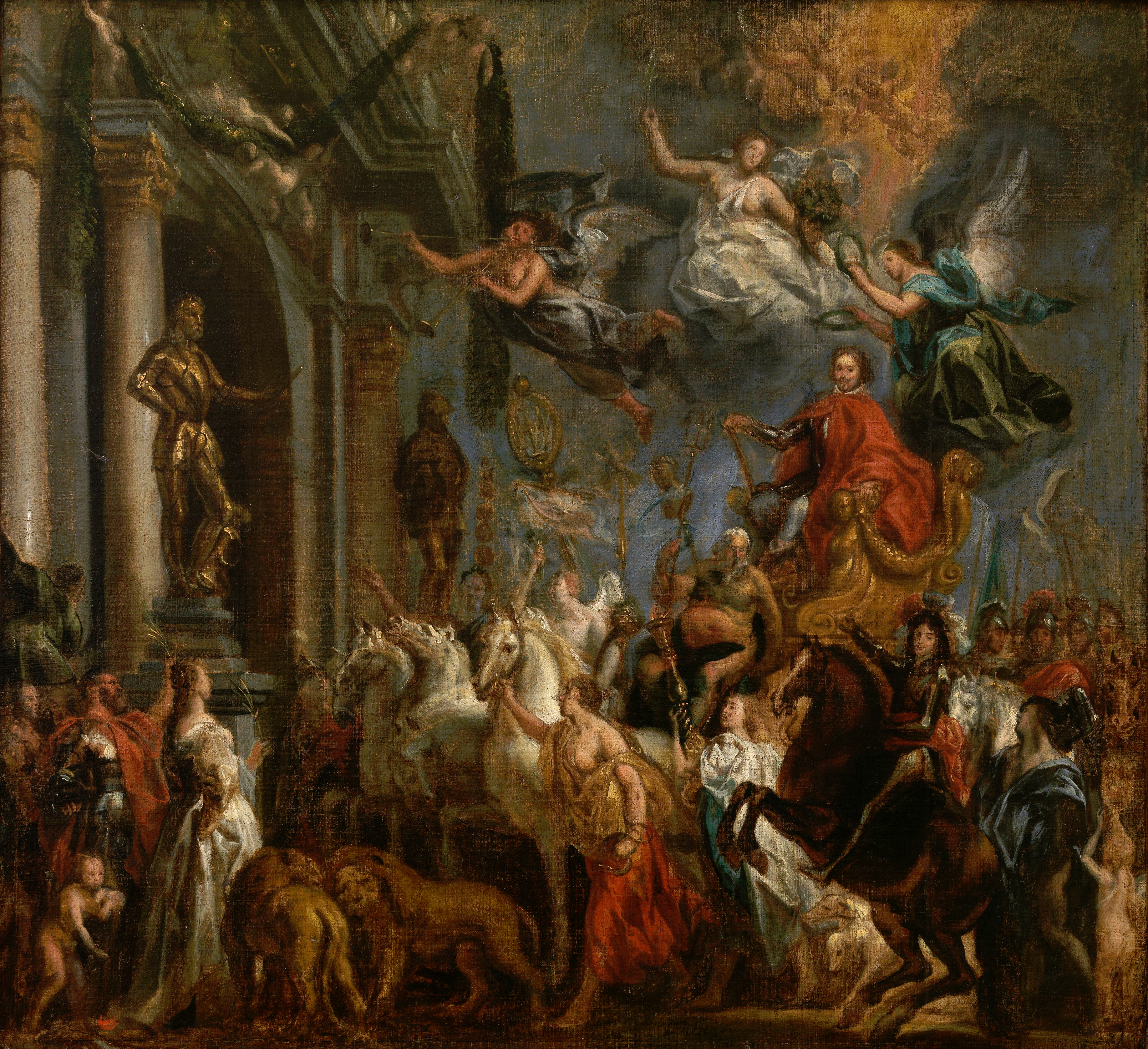
Jacob Jordaens, Bozzetto per il Trionfo di Federico Enrico d'Orange, 1651 circa, Anversa, Koninklijk Museum voor Schone Kunsten
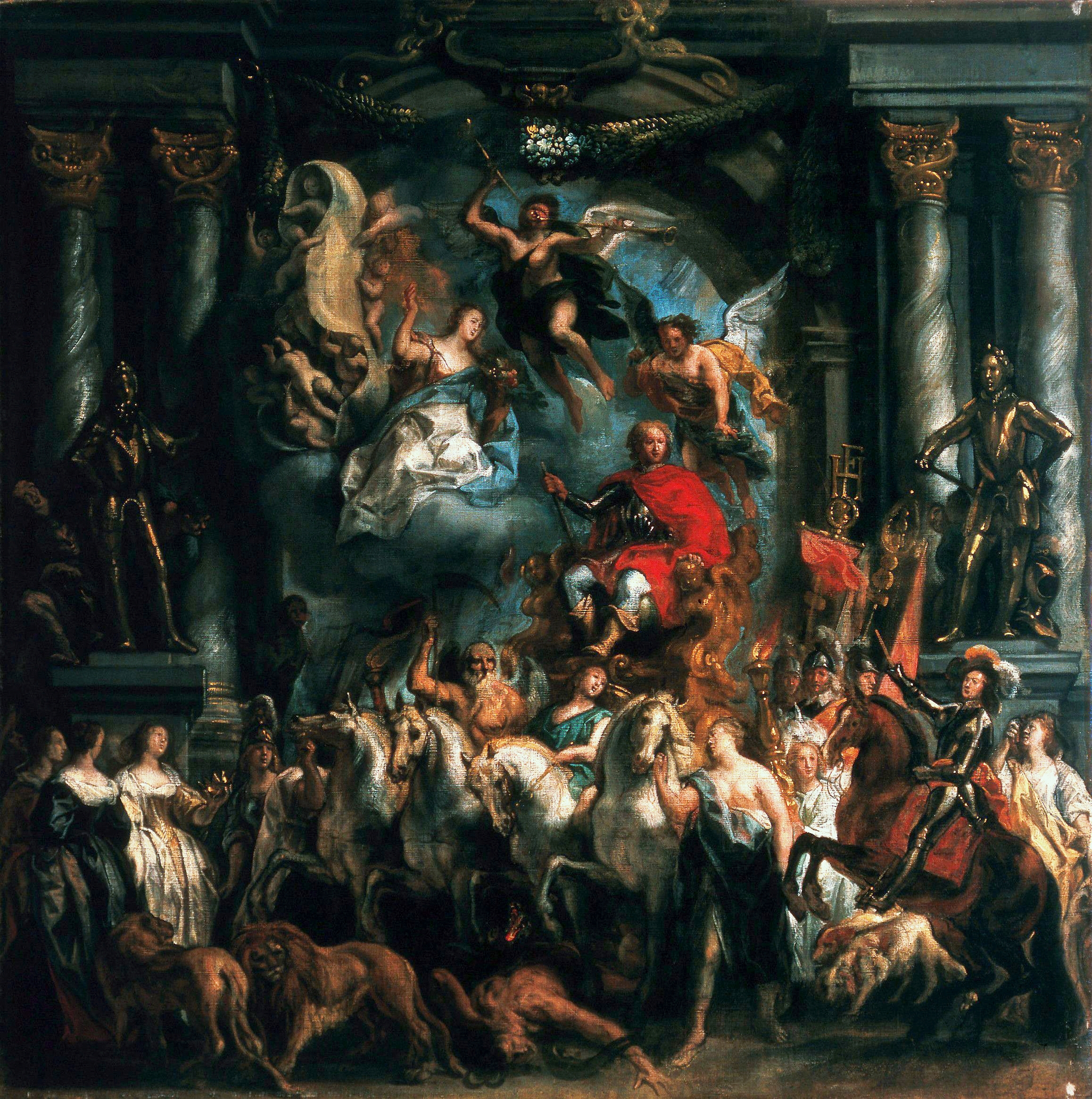
Jacob Jordaens, Bozzetto per il Trionfo di Federico Enrico d'Orange, 1651 circa, Varsavia, Muzeum Narodowe

Oltre alle missive rivolte a Constantijn Huygens, in merito al dipinto è giunta sino a noi un'altra lettera vergata da Jordaens ed inviata alla vedova del principe d'Orange Amalia di Solms che contiene una spiegazione delle allegorie raffigurate nel Trionfo di Federico Enrico.

## Descrizione e stile

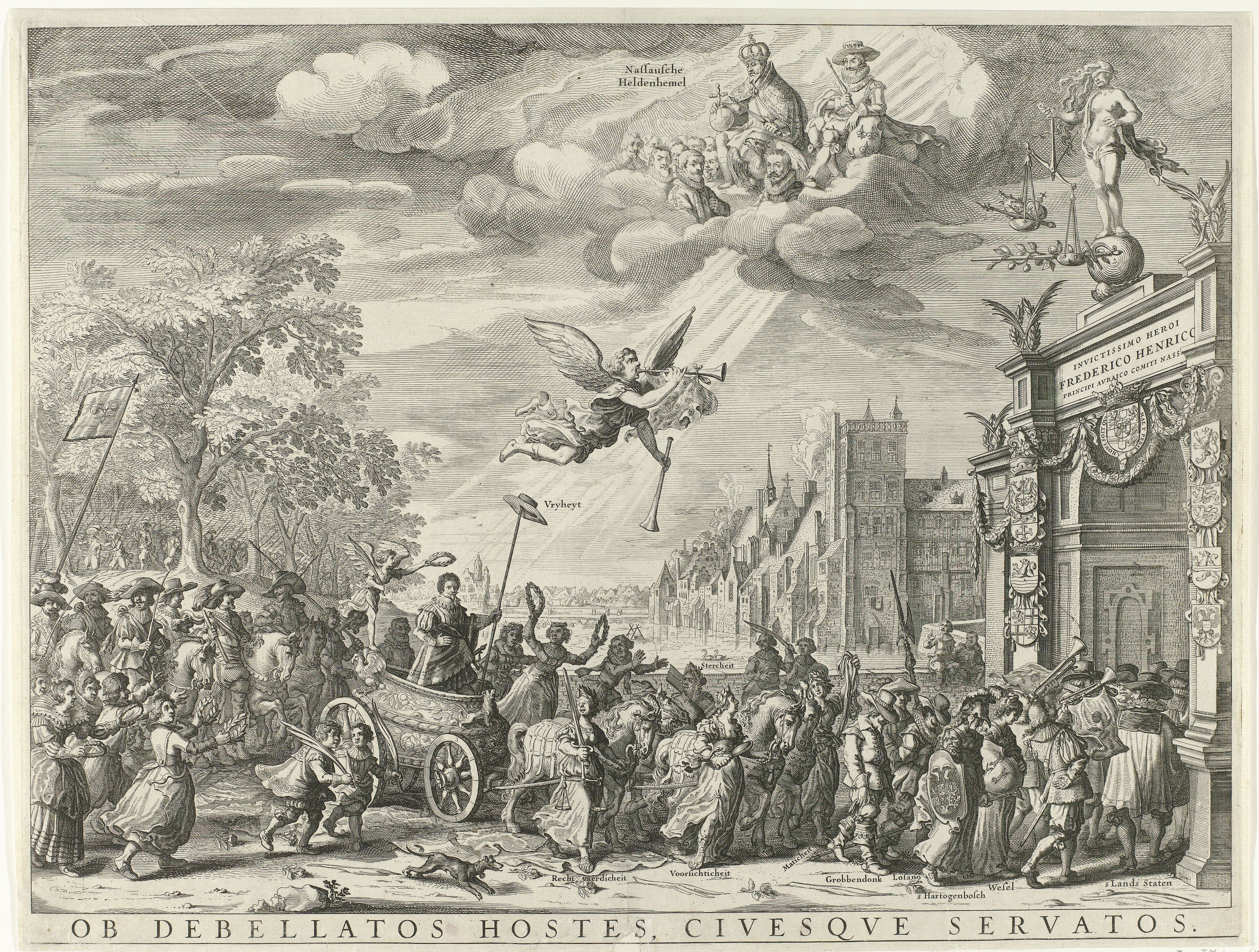
Salomon Savery e David Vinckboons, Allegoria dell'ingresso trionfale di Federico Enrico d'Orange all'Aia, 1629

Date le numerose coincidenze iconografiche tra le due opere, è molto probabile che il modello fornito da Jacob van Campen a Jordaens per la tela della Huis ten Bosch fosse a sua volta una derivazione da un'incisione di Salomon Savery tratta da un disegno di David Vinckboons raffigurante un'allegoria dell'ingresso trionfale di Federico Enrico d'Orange all'Aia dopo le vittorie di Wesel e di 's-Hertogenbosch, due grandi successi ottenuti dallo Statolder ai danni dello schieramento asburgico nell'ambito della Guerra degli ottant'anni.
Per la decifrazione del contenuto e del significato allegorico della tela principale del ciclo della Oranjezaal una fonte di fondamentale importanza è la già menzionata lettera esplicativa recapitata da Jordaens ad Amalia di Solms. 
Sullo sfondo di un arco trionfale che fa da quinta architettonica avanza il carro di Federico Enrico che è assiso su di esso come se fosse seduto su un trono. Il principe di Orange indossa l'armatura che si intravede sotto un vistoso mantello purpureo che richiama alla mente i trionfi dell'antica Roma. Parte della decorazione del carro dello Statolder, posta dietro il seggio istoriato su cui siede l'eroe, è la statua di una Vittoria alata. La Vittoria, con la mano destra, incorona d'alloro Federico Enrico. 
La stessa scultura ha nella sinistra un'altra corona d'alloro che indirizza verso un giovane cavaliere. Costui, che su un destriero rampante affianca il corteo trionfale, è il figlio di Federico Enrico Guglielmo II d'Orange. Alle spalle del giovane principe c'è una figura nuda che regge una ghirlanda d'oro, sormontata da una corona, al centro della quale vi sono due mani giunte. Si tratta di Imene, divinità minore propiziatrice delle unioni matrimoniali, la cui presenza allude alle nozze regali di Guglielmo d'Orange con Maria Enrichetta Stuart, figlia del re d'Inghilterra Carlo I Stuart.

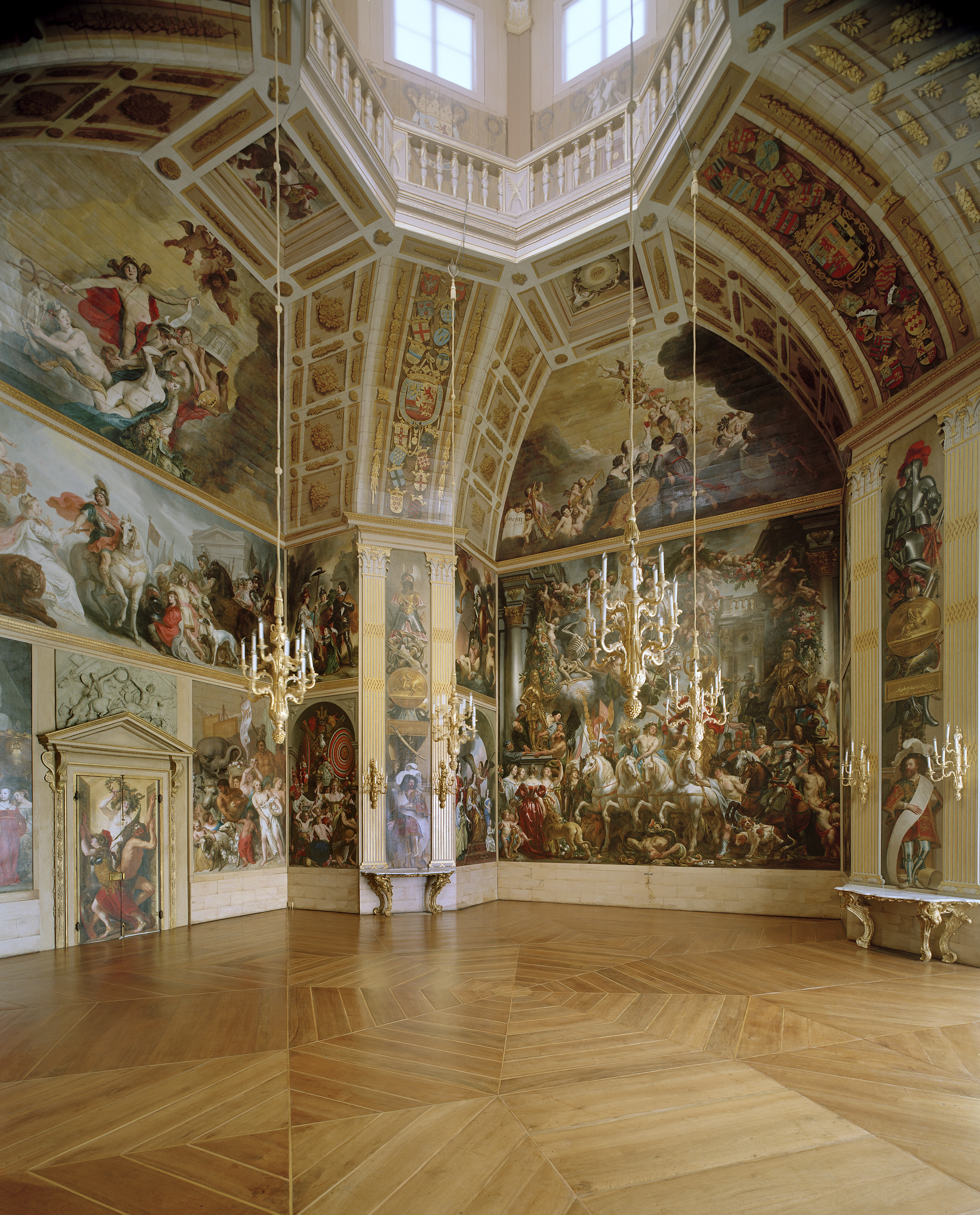
La Oranjezaal

Il carro di Federico Enrico è trainato da quattro maestosi cavalli bianchi dai finimenti d'oro. In groppa ad uno di essi sta una figura nuda, eccetto che per il manto turchese, che regge in una mano una cornucopia di frutti e spighe, simbolo di abbondanza. Ai lati della quadriga, con funzione di palafrenieri, vi sono, a sinistra, Minerva, dea della sapienza - ma anche dalle virtù marziali, come indica l'armatura che indossa - e, a destra, Mercurio, dio dell'astuzia, riconoscibile dal petaso e dai calzari alati. Le due divinità olimpiche personificano le virtù dello Statolder.
I cavalli del carro si accingono a calpestare un gruppo mostruoso composto da due terribili serpenti che si stanno sbranando tra loro e da una figura che sta mordendo un cuore: si tratta di allegorie della discordia (le serpi) e dell'odio (l'essere che mangia il cuore). Sopravanzano il carro trionfale alcuni leoni, simbolo di forza e di coraggio. Quattro figure femminili, a sinistra, manifestano la propria gioia per il trionfo di Federico Enrico: sono le Muse e simbolizzano le province dei Paesi Bassi protette dal condottiero in trionfo.
Alle estremità del registro basso della grande composizione vi sono due statue dorate poste su un piedistallo: sono un omaggio alla stirpe degli Orange. Si tratta infatti di Guglielmo il Taciturno, padre di Federico Enrico (a sinistra) e di Maurizio di Nassau, suo fratellastro (a destra): entrambi avevano preceduto Federico Enrico nella carica di Statolder. Intorno alle due statue si assiepa il popolo giubilante per il passaggio del corteo trionfale.
L'eroizzazione del condottiero prosegue nel registro alto della tela. A mezza altezza, al centro, una figura alata con delle trombe nelle mani respinge uno scheletro. Si tratta di un'allegoria della Fama e la sua vittoria sulla morte significa che la risonanza delle gesta dell'Orange gli garantiranno l'immortalità perché non saranno dimenticate. 
Ancora più in alto vi è una figura femminile vestita di bianco che regge dei rami di palma. Alle spalle di essa un gruppo di amorini srotola un grande cartiglio che reca l'iscrizione: ULTIMUS ANTE OMNES DE PARTA PACE TRIUMPHUS, il cui senso è che la pace ottenuta supera ogni altro trionfo. Si tratta quindi di un'allegoria della Pace di Münster, cioè quella parte della Pace di Vestfalia (1648) in cui veniva definitivamente sancita la sovranità dei Paesi Bassi del Nord e il conseguente abbandono di ogni mira della corona spagnola su queste terre. Ovviamente Federico Enrico era già morto alla stipula di questo trattato ma le sue imprese militari avevano decisivamente contribuito alla vittoria finale delle Province Unite.
Numerosi altri putti compaiono nella parte alta della composizione mentre reggono un grande festone carico di frutti. Alcuni di essi rovesciano su Federico Enrico una cornucopia piena di gioie e monili. Sono simboli di ricchezza e prosperità.

### Lettera di Jordaens per Amalia di Solms
A differenza dello scambio epistolare con Constantijn Huygens, che avvenne in fiammingo, la lettera indirizzata da Jordaens alla vedova di Federico Enrico fu scritta in francese. La missiva non è datata ma è evidentemente successiva alla conclusione del dipinto, licenziato nel 1652. Segue il testo della spiegazione del contenuto allegorico del quadro redatto dal pittore.
1. En premier lieu est le Prince. Son Altesse monté sur un chariot de triumphe tout doré, estant derrière le chariot une statue de bronse à l'antique, signifiant la victoire, estandant l'une de ses mains pour mettre une couronne de laurier sur la teste de Son Altesse; et ayant dans l'autre main une autre couronne de réserve pour feu Son Altesse le Prince Guillaume son fils, lequel est monté sur un genêt d'Espagne, et carbettant en gayeté de coeur à l'entour du chariot où son père est monté.
2. Les quatre chevaux blanc qui traînent le chariot dénottent la candeur et intégrité de coeur de cet exellent héros, lequel postponnant son articulier et intérêts ès repos, s'agit pour se mettre en protecteuret père de la patrie.
3. Mercure, Dieu des prattiques, ruses et subtilitez, qualitez requises à un brave cavalier et général d'armées, meine un des chevaux. Pallas, Déesse de sagesse et de prudence, en meine l'autre cheval à main droitte.
4. Le caducée de Mercure est entortillée de deux serpans, qui est le vray signe d'astuces et de ruses.
5. Le conducteur ou charton représenté par un adolessant courronné de roses, ayant au bras une corne d'abondance, de grappes de raisins et espies de bled, signifiant que les armées sous l'heureuse conduitte de ce valeureux Prince, a esté pour le plus de temps en considération de ces ennemis, par la bénédiction du ciel bien peu ou jamais travaillé d'escarsité de vivres ou de mutinations. Le mantau de taffetas bleu dénotte que cette félicité vient du ciel, mais conséquemment de la providence et bénignité de Dieu.
6. Les lions marchants au devant sont signe d'animosité et de courage, qualitez requises à un général.
7. Les nimphes parsemans des fleurs et des bouquets et les petits cupidons ou enfans, sautant, tenant des armoiries, et chantant des hymnes aussi avecq des cymballes dénottent la gayeté des provinces.
8. D'autre part comme nous avons dénotté que feu Son Altesse le jeune Prince Guillaume, estant accompagné par le Dieu Hymen, le Dieu de mariage, et aussy un adolessant portant un flambeau d'une main, et de l'autre un signe de deux mains jointes courronnées, dénottent le mariage Royal du Prince.
9. En suite sont remontré quelques cavaliers à cheval départ et d'autre du chariot, avec des banières et guidons et déplus un trophée, signifiant un'arme propre à c'est affaire.
10. Le commun peuple, estant monté sur le pied d'estail du Prince Guillaume et du Prince Maurice, ayant embrassé leurs statues, s'égayent et s'éjouissent, voyant les successeurs de ces deux devanciers ou prédécesseurs leur avoir procuré leur liberté et la paix.
11. La paix descendant du ciel est accompagné avec beaucoup de cupidons ou enfans, ayant pour la plus part quelques outils ou instruments de science tant de mathématique que de la musique et autres profitables. Icelui estant vestu en blanc signifiant qu'il y doit estre pur et sans macule ou immaculé, de cincère intention, sans fallace ni fraude, ayant en chaque main une branche de palme tant pour la succession de jeune Prince que pour jamais.
12. Le cartel que portent les enfans dénotte les carmes en latin que le dernier oeuvre du Prince, c'est à sçavoir d'avoir procuré la paix, est plus louable que le premier qui constoit en guerres et émotions.
13. Les enfans attachans à l'arcure des fleurs, des fruicts et des festons sont de touttes entiquitéz signes d'éjouissance, en honorant leurs capitaines entrants en triumphe.
14. Finalement la mort et la femme (famé, renommée) se battent pour à qui mieux; la mort voulant suivre son naturel de destruire la personne du Prince et la louable renommée; la femme (famé) au contraire se défendant, réserve une trompette, pour en blasonner et éterniser par tout l'univers la gloire et louange en l'honneur de ce très illustre héros.
15. Ces deux figures gisants en bas son la haine et la discorde, dont la discorde se connaît par les deux serpants qui s'entremordent et la haine c'est celle qui mange son coeur; lesquels le généreux Prince a toutes surmontées.»